# Андрусяк, Михаил Николаевич
Михаил Николаевич Андруся́к (р. 1955) — советский и украинский прозаик, публицист, переводчик.

## Биография
Родился 5 декабря 1955 года в селе Вербовцы (ныне Ивано-Франковская область, Украина). После сельской восьмилетки, которую окончил в 1971 году, продолжил обучение в Коломыйском техникуме механической обработки древесины (1971—1975). Потом была ещё в 1978 году мореходная школа в городе Пярну (ныне Эстония).
В 1985 году окончил КГУ имени Т. Г. Шевченко. Работал, преподавал, занимался просветительской деятельностью. Приложил руки к созданию в Коломые издательства «Возраст», а с 1993 года — является директором Коломыйской типографии, впоследствии — председатель правления ОАО «Коломыйская типография». Член НСЖУ (с 1991 года), член НСПУ (с 1995 года).

## Творческие достижения
Кроме просветительско-издательской деятельности, Михаил Андрусяк посвятил себя литературе. Пробовал себя в поэзии, на переводческой ниве и журналистике.

## Награды и премии
- Премия имени Василия Стефаника
- Национальная премия Украины имени Тараса Шевченко (2010) — за документально-художественную трилогию «Братья грома», «Братья огня» и «Братья просторов»